# .mt
‎.mt‏ دامنه اینترنتی اختصاص داده شده به مالت است.